# Coeliccia membranipes
Coeliccia membranipes – gatunek ważki z rodziny pióronogowatych (Platycnemididae).